# Igor Boni
Igor Boni (Torino, 10 maggio 1968) è un politico e attivista italiano, presidente di Radicali Italiani dal 2019 al 2024.

## Biografia
Nato a Torino da famiglia originaria dell'appennino tosco-emiliano, comincia la propria militanza politica con il Partito Radicale già nel 1986. Oltre agli storici temi radicali, dal matrimonio egualitario ai diritti all'interno delle carceri, è attivo sui temi ambientali e della politica transnazionale: dai primi anni 2000 è tra i leader delle iniziative radicali di denuncia delle politiche imperialiste del regime di Putin e del rapporto di dipendenza energetica dell'Italia verso la Russia, alla quale ha dedicato un libro. A seguito dell'invasione russa dell'Ucraina, è tra i promotori della campagna "Putin all'Aja", che chiede l'incriminazione del presidente russo da parte della Corte Penale Internazionale dell'Aja, effettivamente avvenuta qualche mese più tardi. Nell'aprile 2023 ha guidato una missione di Radicali Italiani a Kiev per sostenere la causa ucraina e ribadire la necessità di una condanna penale internazionale di Vladimir Putin. Dal 2019 ha ricoperto l'incarico di presidente di Radicali Italiani, che ha svolto fino al gennaio 2024, quando è stato sostituito dall'attivista torinese Patrizia De Grazia.
In ambito locale, è tra i soci fondatori dell'Associazione Radicale Adelaide Aglietta di Torino, dedicata alla storica attivista radicale, e ha ricoperto il ruolo di coordinatore del gruppo torinese di +Europa. in virtù della sua formazione come agronomo, dal 2004 è curatore di un "Dossier Acque" di approfondimento della scarsità idrica causata dal cambiamento climatico e delle sue conseguenze per le attività agricole. In vista delle elezioni comunali di Torino del 2021, è stato promotore e candidato delle primarie di coalizione del Centrosinistra torinese, vinte dall'esponente del Partito Democratico Stefano Lo Russo, poi eletto a sindaco della città.
Al di fuori dell'impegno politico è tecnico pedologo presso l'Istituto per le piante da legno e l'ambiente, istituto del quale è anche stato amministratore unico per cinque anni e mezzo, fino al marzo 2020. Si è occupato di micologia, in particolare per quanto riguarda le specie dell'Appennino Tosco Emiliano e quelle della Collina torinese. È inoltre autore di tre romanzi, raggruppati ne La grande favola dell'Appennino.
Nel 2025 ha fondato l'associazione politica Europa Radicale.

## Opere
- Igor Boni, Monica Cirinnà, Enzo Cucco, Bruno De Filippis, Filomena Gallo, Chiara Gribaudo, Franco Grillini, Yuri Guaiana, Luca Imarisio, I Diritti dell'Amore - Quarant'anni di lotte per il matrimonio egualitario, Silvja Manzi (a cure di), Diderotiana Editrice, 2017, ISBN 9788894163216.
- Igor Boni, Come le pietre raccontano, La grande favola dell'Appennino, Edizioni Andromeda, 2014, ISBN 9788868320348.
- Igor Boni, L'acqua vuole la sua parte, La grande favola dell'Appennino, Edizioni Andromeda, 2016, ISBN 9788868320898.
- Igor Boni, La foresta dei faggi contorti, La grande favola dell'Appennino, Edizioni Andromeda, 2018, ISBN 9788868321154.
- Igor Boni, La Collina torinese e i suoi Funghi – da Moncalieri a Superga a Casalborgone, Daniela Piazza Editore, 2021.
- Igor Boni, L'Italia e l'Europa alla canna del gas. Energia, armi, propaganda. Il ricatto di Putin e le risposte dei Radicali, Reality Book, 2023, ISBN 979-1281104068.